# Беклешов Сергій Андрійович
Сергій Андрійович Беклешов (1752 рік, Псковська губернія — 3 жовтня 1803 року, Миколаїв) — генерал-лейтенант, військовий губернатор Архангельська та Миколаєва. Батько М. С. Беклешова.

## Біографія
Походив з дворян Псковської губернії. Мав братів Миколу, Олександра та Олексія, які також дослужилися до генеральських чинів.
В одинадцять років він був відданий у сухопутний кадетський корпус, звідки у 1773 р. був випущений підпоручиком у шліссельбурзький піхотний полк та у його рядах взяв участь у війні з турками, причому у 1775 р. знаходився у Архіпелазькій експедиції. З 1778 по 1785 р. Беклешов перебував у штабі графа Брюса, спочатку на посаді флігель-ад'ютанта, а потім генерал-ад'ютанта, а з 1785 по 1791 р., у чині підполковника, служив у невському піхотному полку, причому брав участь у шведській війні (1789 и 1790 рр.).
Підвищений у 1791 р. до полковника, він був призначений командиром курського піхотного полку, з яким взяв участь у польській війні 1794 р. та 26 травня, у складі загону генерала Денисова, взяв участь у бою під Щекоцинами. За відзнаку у цій битві Беклешов був нагороджений золотою шпагою з написом «за хоробрість». У битві при Мацейовицях Беклешов зі своїм полком брав діяльну участь та був нагороджений орденом св. Володимира 3-го ст. Потім він брав участь у взятті Праги, у складі 5-ї колони — генерал-майора Тормасова, що штурмувала східний фронт. У реляції про цей штурм Суворов, перераховуючи тих, хто найбільш відзначився, вказував і на полковника Беклешова, який командував двома батальйонами та резервом 5-ї колони. Нагородою Беклешову був орден св. Георгія 4-го класу.
У 1797 р. він був підвищений до генерал-майора з призначенням комендантом фортеці Кронштадту, а у наступному році був перейменований у дійсні таємні радники з призначенням у державну іноземну колегію. Потім, залишаючись у тій же колегії, він був призначений членом головного поштового управління. На початку 1799 р. він був перейменований у генерал-лейтенанти з призначенням членом військової колегії. Незабаром за тим він був призначений комендантом м. Фрідріхсгама та шефом місцевого гарнізонного полку.
2 січня 1802 року призначається Архангельським військовим губернатором, управляючим цивільною частиною губернії та шефом архангелогородського гарнізонного полку. На посады перебував до 20 січня 1803 року. Опікувався переважно військовими частинами, не вплинувши на розвиток губернії жодним чином.
20 січня 1803 року Беклешова було призначений миколаївським військовим губернатором та управляючого цивільною частиною Катеринославської губернії, а також інспектором кримської інспекції. З самого початку з недовірою ставився до одеського градоначальника Армана де Рішельє та його оточення, підозрюючи їх у змові з Наполеоном I, агенти якого активно діяли в Османській імперії, намагаючись спровокувати нову війну. Про усі переміщення французів Беклешов доповідав імператору та міністерству внутрішніх справ. Водночас енергійно взявся за адміністративні перетворення, перевів губернський центр із Миколаєва до Херсона, і в травні 1803 року рапортував уже про заснування державних установ, що дало змогу Сенату оголосити у серпні про створення Херсонської й Таврійської губерній. 11 вересня 1803 року поданий ним штатний розпис канцелярії був розглянутий міністром внутрішніх справ В. П. Кочубеєм і затверджений Олександром І. Беклєшову, зважаючи на розміри губерній, дозволялося мати в штаті канцелярії додаткові посади двох секретарів і перекладача. Але 3 жовтня 1803 Беклешов помирає у Миколаїві.